# Желіховська Наталія Степанівна
Желіховська Наталія Степанівна (3 січня 1972, Київ) — викладач сучасної української публіцистики, медіакритики, публіцистики в Інституті журналістики Київського національного університету імені Тараса Шевченка, кандидат наук із соціальних комунікацій, доцент кафедри. З 2022 — завідувачка кафедри історії журналістики ННІЖ КНУ, з 2024 очолює кафедру друкованих медіа та історії журналістики.

## Життєпис
Народилася в місті Києві. У 1994 році закінчила Інститут журналістики Київського національного університету імені Тараса Шевченка за спеціальністю «журналістика» та, згодом, аспірантуру в ньому. 
2008 року захистила дисертацію на тему: «Концептуально-тематичні особливості української публіцистики другої половини 80-х років ХХ століття (на матеріалах журналів „Київ“ і „Вітчизна“)».
З 2008 року — асистент, згодом доцент кафедри історії журналістики Інституту журналістики, з 2022 року — завідувачка цієї кафедри. Після об'єднання її з кафедрою періодичної преси (2024 рік) очолює новостворену кафедру друкованих медіа та історії журналістики.
Має досвід роботи на телебаченні, у періодичних виданнях та пресслужбі.
Викладає такі дисципліни, як сучасна українська публіцистика, медіакритика, публіцистика в ННІЖ КНУ.
Авторка понад 30 наукових публікацій.

## Основні публікації
- Желіховська Н. С. Теоретичне обґрунтування публіцистики як виду літературної діяльності у працях В. Здоровеги (Українське журналістикознавство)
- Желіховська Н. С. Питання української національної ідентичності на сторінках журналу «Київ» (1988—1989 роки) (Культура народов Причерноморья)
- Желіховська Н. С. Інтерпретація поняття правдивості в українській публіцистиці кінця 80-х років ХХ століття (Актуальні питання масової комунікації)
- Желіховська Н. Погляди Ю. Лазебника на публіцистику та публіцистичність (Вісник Київського національного університету імені Тараса Шевченка. Сер. Журналістика)
- Желіховська Н. Етнонім українці (український) як вияв ідеї національної ідентифікації в українській публіцистиці кінця 80-х років ХХ століття / (Українська журналістика: умови формування та перспективи розвитку)
- Желіховська Н. Трансформація концепції української публіцистики перехідного періоду (1985—1990 рр.) (Творчі та організаційні особливості функціонування сучасного медійного простору)
- Желіховська Н. Інтенція правди в українській публіцистиці кінця 1980-х рр. (Українська журналістика ХХ століття: досвід, традиції, практичні уроки)
- Желіховська Н. «Обкрадені села» Степана Колесника (Постаті в історії журналістики: невідоме про відомих, нові факти про забутих діячів)
- Желіховська Н. Висвітлення проблем суспільної моралі та ідеології на сторінках журналів «Київ» і «Вітчизна» у період суспільно-політичних змін (1985—1990) (Журналістика)
- Желіховська Н. Висвітлення проблем розвитку української культури на сторінках журналів «Київ» і «Вітчизна» у часи радянської перебудови (1985—1990) (Образ)
- Желіховська Н. Публіцистичний дискурс глобалізації на сторінках сучасної української преси (Журналістика)
- Желіховська Н. Гендерна проблематика в сучасній українській публіцистиці (Журналістика)
- Желіховська Н. Історична проблематика в українській публіцистиці періоду суспільно-політичних змін (1985—1990) (Образ)
- Желіховська Н. С. Дискурс фемінізму в сучасній українській публіцистиці (Держава та регіони. Серія: Соціальні комунікації)
- Желіховська Н. Історія журналістики у контексті професійних потреб (Методика викладання історико-журналістських дисциплін і професійні потреби)
- Желіховська Н. А. Погрібний про суспільну значимість й естетичну своєрідність письменницької публіцистики (Наукові читання інституту журналістики)
- Желіховська Н. С. Ідея глобалізації в українській публіцистиці першого десятиліття 21 ст. (Масова комунікація: історія, сьогодення, перспективи)